# Prix Roger Pic
Prix Roger Pic (dříve prix Portfolio SCAM) je národní fotografická cena organizovaná společností Société civile des auteurs multimédia (SCAM, Občanská společnost multimediálních autorů), která každoročně odměňuje vybraného fotografa za jeho obrazy na společenských akcích.
Cenu založil v roce 1993 reportér a aktivista za autorská práva Roger Pic, porota jmenuje vítěze za sérii obrazů reportáže nebo tisku, případně portréty.
V porotě pro rok 2012 byl spisovatel Jean-Marie Drot (předseda poroty), historik Jean-Noël Jeanneney a fotograf Marc Le Mené .

## Vítězové
- 1993: Patricia Canino za její seriál Natures
- 1994: Giorgia Fiorio za jeho seriál s názvem Les Mineurs russes
- 1995: Marc Le Mené za jeho seriál s názvem L'Homme au chapeau
- 1996: Jane Evelyn Atwoodová za její sérii Les Prisons (Vězení)
- 1997: Eric Larrayadieu za jeho sérii Jours incertains
- 1998: Christine Spengler za její seriál s názvem Femmes dans la guerre (Ženy ve válce)
- 1999: Gérard Uféras za jeho sérii s názvem Opéras (Opery)
- 2000: Jean-Claude Coutausse za jeho sérii Le Vaudou (Voodoo)
- 2001: Tiane Doan Na Champassak za seriál s názvem Maha Kumbh Mela en Inde
- 2002: Guy Tillim za jeho sérii s názvem Kuito, Angola
- 2003: Olivier Culmann za sérii s názvem Autour - New York 2001-2002
- 2004: Philip Blenkinsop za jeho sérii Laos, la guerre secrète continue (Laos, tajná válka pokračuje)
- 2005: Martin Kollar za seriál s názvem Nothing special (Nic zvláštního)
- 2006: Alain Turpault za sérii s názvem Des orages isolés éclatent sur tout le relief
- 2007: Cédric Martigny za jeho sérii Le Foyer
- 2008: Philippe Guionie za jeho sérii Le Tirailleur et les Trois Fleuves
- 2009: Michael Ackerman za jeho sérii Departure, Poland (Odlet, Polsko)
- 2010: Philippe Marinig za jeho sérii O Sumo San
- 2011: Christian Lutz za jeho sérii Tropical gift
- 2012: Cédric Gerbehaye za jeho sérii The land of Cush
- 2013: Bruno Fert za jeho sérii Les Absents
- 2014: Anne Rearick za její sérii Afrique du Sud – Chroniques d'un township
- 2015: neuděleno
- 2016: Pierre Faure za jeho sérii s názvem Les Gisants
- 2017: Romain Laurendeau za jeho seriál Derby
- 2018: Laura El-Tantawy za její sérii In the Shadow of the Pyramids (Ve stínu pyramid)
- 2019: Denis Dailleux za sérii In Ghana – We shall meet again a Tomas van Houtryve za sérii Lines and Lineage
- 2020: Sandra Reinflet za fotografickou práci VoiE.X, artistes sous contraintes, produkovanou v Mauritánii, Íránu, Papui Nové Guineji, Madagaskaru a Brazílii[2]
- 2021: Alexis Vettoretti za sérii « L’hôtel de la dernière chance »[3] a  mention spéciale pour Florence Levillain[4]
- 2022: Baudoin Mouanda za sérii Ciel de saison[5]
- 2023: Mário Macilau, za jeho projekt Faith, který dokumentuje praxi animismu v současném Mosambiku[6]Šablona:,[7]
- 2024: Corentin Fohlen za jeho sérii Sweats and Tremors, výsledek dlouhodobé dokumentární práce na Haiti.[8]Šablona:,[9]